# باربرا كومستوك
باربرا جان كومستوك (من مواليد 30 يونيو 1959) هي محامية أمريكية ولوبي وسياسية. بصفتها جمهورية، تم انتخابها لفترتين في الكونغرس عن الدائرة العاشرة للكونغرس في شمال فيرجينيا. هُزمت لإعادة انتخابها في عام 2018 من قبل الديموقراطية جينيفر ويكستون.
من 2010 إلى 2014 ، كانت عضوًا في فرجينيا مجلس المندوبين. فازت لأول مرة في الانتخابات على مقعدها في عام 2009. عملت في العديد من المناصب في وكالات حكومية مختلفة، بما في ذلك منصب المستشار الرئيسي للجنة الإصلاح والرقابة الحكومية في مجلس النواب، ومديرة الشؤون العامة في وزارة العدل، وكموظف في الكونغرس.في عام 2019 ، انضمت إلى شركة اللوبينغ بيكر دونلسون كمستشارة أولى.

## النشأة والتعليم
ولدت كومستوك باربرا جين بيرنز في سبرينغفيلد، ماساتشوستس، في 30 يونيو 1959.وهي ابنة سالي آن بيرنز، وهي معلمة، وجون فيرجسون بيرنز، المدير الوطني لمبيعات البوليمرات بشركة شل للكيماويات. تخرجت كومستوك من مدرسة ويستشستر الثانوية في هيوستن، تكساس عام 1977. تخرجت بامتياز مع مرتبة الشرف من كلية ميدلبوري في عام 1981.في الكلية، أمضت كومستوك فصلًا دراسيا تدريبيا للسيناتور تيد كينيدي. أثناء تدريبها لكينيدي، أصبحت كومستوك، التي نشأت ديمقراطية، جمهورية. بعد سنوات، تذكرت أنها كانت تعتبر نفسها لفترة طويلة من الحزب الديمقراطي ريغان، وخلال فترة تدريبها وجدت نفسها تتفق مع أورين هاتش من ولاية يوتا أكثر مما تتفق مع كينيدي. ثم التحقت بكلية الحقوق بجامعة جورجتاون، وتخرجت بدرجة دكتوراه في القانون عام 1986.

## مسار مهني مسار وظيفي
بعد العمل كمحامية كمهنة خاصة، عملت كومستوك من 1991 إلى 1995 كمساعدة أولى لعضو الكونجرس فرانك وولف.عملت كومستوك بعد ذلك كمستشار رئيسي للتحقيق ومستشار أول للجنة مجلس النواب الأمريكي للإصلاح الحكومي من عام 1995 إلى عام 1999 ، حيث عمل كأحد أبرز باحثي المعارضة المناهضين لكلينتون  في واشنطن.
عملت كومستوك لصالح الحملة الرئاسية لعام 2000 لجورج دبليو بوش.قام فريقها البحثي ببناء مخازن ضخمة من البيانات الورقية والإلكترونية، والمعروفة باسم «ملفات الدم»، والتي كانت مصدرًا رئيسيًا للمعلومات عن نائب الرئيس السابق لدعاة الحزب الجمهوري وصانعي الإعلانات. يعود الفضل إلى كومستوك في كتابة «كتاب قواعد اللعبة» الجمهوري الذي يدافع عن مرشحي بوش مثل جون أشكروفت لمنصب المدعي العام للولايات المتحدة.شغلت كومستوك فيما بعد منصب مديرة الشؤون العامة بوزارة العدل من 2002 إلى 2003.
شكلت كومستوك وباربرا أولسون، زوجة المدعي العام للولايات المتحدة تيودور أولسون، شراكة عرفت لدى المطلعين في واشنطن باسم «باربارا». لقيت باربرا أولسون مصرعها في هجمات 11 سبتمبر 2001  الإرهابية.
كانت شريكًا مؤسسًا ومديرًا مشاركًا لشركة العلاقات العامة كورالو كومستوك 
انضمت كومستوك إلى شركة بلانك روما للمحاماة عام 2004. ساعدت كومستوك فرق الدفاع لكل من سكوتر ليبي وقائد الأغلبية السابق في مجلس النواب توم ديلاي. في عام 2005 ، تم تعيين كومستوك من قبل دان جليكمان للضغط نيابة عن جمعية الفيلم الأمريكي. في عام 2008 ، كانت كومستوك مستشارة للحملة الرئاسية لميت رومني. كومستوك هي الرئيس المشارك السابق للجنة التنفيذية لسوزان ب. أنتوني ليست</ref> Comstock is a former Co-Chair of the Executive Committee of the قائمة سوزان بي أنتوني.
قبل الترشح للمنصب، تم تسجيلها كعضوة ضغط.